# BU-30 (Spanje)

De BU-30

De BU-30 of Circunvalación de Burgos is een autovía in Castilië-León. De snelweg is 37,5 kilometer lang en vormt de ringweg rond Burgos. De BU-30 verbindt de A-231, de A-62, de A-73, de A-1 en de AP-1. Het laatste deel van de BU-30 werd afgewerkt in 2016.